# Gavnø (ö)
Gavnø är en ö i Karrebæk Fjord i Smålandsfarvandet söder om  Sjælland i Danmark. Den har en yta på 5,6 km2 och en bofast befolkning på 35 personer (2020). En stenbro förbinder ön med Sjælland. 
Gavnø är mest känd för Gavnø slott, som har anor från 1200-talet.

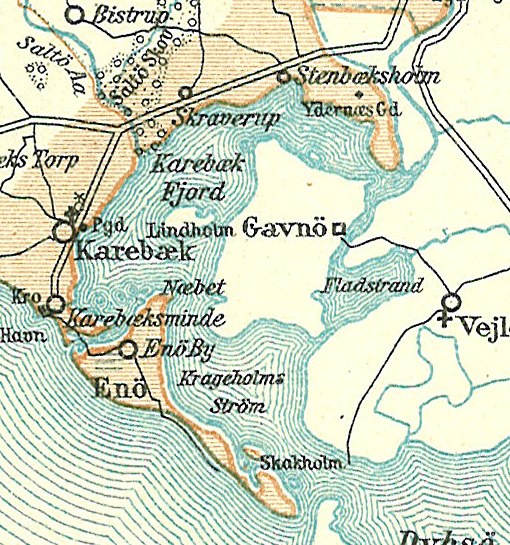
Gavnø på en karta över Karrebæk Fjord.